# فيلزمير
فيلزمير (بالإنجليزية: Fellsmere)‏ هي مدينة أمريكية تقع في ولاية فلوريدا. تبلغ مساحة هذه المدينة 14 (كم²)،ويبلغ عدد سكانها 3813 نسمة حسب إحصاء سنة 2010 م 3813.تشير إحصاءات سنة 2000م بأن الكثافة السكانية في هذه المدينة تقدر بـ(272.4) نسمة/كم2 